# Токтар Абукиров
Токта́р Онгарба́евич Абуки́ров (на казахски: Тоқтар Оңғарбайұлы Әубәкіров) е казахстански офицер и политик.
Той е 256-и космонавт в света, 72-ри (и последен) космонавт на СССР. Първи космонавт от казахска националност. Депутат във Върховния съвет на Казахстан. Депутат в Парламента на Република Казахстан. Генерал-майор от авиацията на Казахстан.

## Биография
Роден е на 27 юли 1946 г. в колхоз „1 май“, Каркаралински район, Карагандинска област, Казахска ССР, СССР.
Завършва средно образование през 1965 г. и постъпва в Армавирското висше военно авиационно училище за летци. През 1976 г. завършва Висшето училище за летци-изпитатели „М. Громов“ и започва изпитателска работа в конструкторското бюро „МиГ“. По време на работата си там усвоява повече от 50 типа самолети. Работи в Крим на самолети с корабно базиране. Първи в СССР извършва полет без кацане в района на Северния полюс с 2 дозареждания във въздуха, първи в СССР кара сериен свръхзвуков изтребител „МиГ-29“ от палубата на тежкия самолетоносен крайцер „Адмирал Кузнецов“. Задочно завършил Московския авиационен институт „Серго Орджоникидзе“.
През 1991 г. в съответствие с договореностите между правителствата на СССР и Казахската ССР пристъпва към обучение в Центъра за подготовка на космонавти „Ю. Гагарин“. На 2 октомври 1991 г. излита в космоса заедно с Александър Волков и австрийския космонавт Франц Фибок като космонавт-изследовател на космическия кораб „Союз ТМ-13“. В продължение на седмица работи на борда на орбиталния комплекс „Мир“. Продължителността на престоя в космоса е 7 дни 22 ч. 13 мин. На 10 октомври 1991 г. се връща на Земята заедно с Анатолий Арцебарски и Франц Фибок на борда на космическия кораб „Союз ТМ-12“.
След разпадането на СССР живее в Казахстан.
През април 1992 г. става първи заместник-председател на Държавния комитет по отбрана на Република Казахстан, помощник на президента на Казахстан по усвояването на космоса. В родината си е считан за първия казахски космонавт, но в Казахска ССР са родени и летелите преди него космонавти Виктор Пацаев и Владимир Шаталов.
Преди избирането му в парламента е генерален директор на Националната аерокосмическа агенция на Република Казахстан в гр. Алмати.

## Награди
- Звание „Халик Кахармани“ (1995)
- Орден „Отан“ (1995)
- Герой на Съветския съюз (1988)
- Орден „Ленин“ (1988)
- Орден Октомврийска революция (1991)
- Орден „Знак за Почит“ (1987)
- Летец-космонавт на СССР (1991)
- Заслужил летец-изпитател на СССР (1990)
- Два ордена „Златен кръст“ на Австрия (1988 и 1993 г.).